# Glinki (staw)
Glinki – staw we Wrześni, znajdujący się przy Szosie Witkowskiej. W 2018 staw został oczyszczony – spuszczono wodę, odłowiono ok. 200 kg ryb. Podczas prac wokół stawu znaleziono niewypał. W 2019 dookoła akwenu zbudowano chodnik, oświetlenie oraz ustawiono ławki. W planach rewitalizacji przewidziano także miejsce dla fontanny i altany. 
Dzierżawcą stawu jest Polski Związek Wędkarski w Poznaniu.
W pobliżu stawu znajduje się wieża ciśnień z 1904, Zespół Szkół Politechnicznych im. Bohaterów Monte Cassino, kościół św. Królowej Jadwigi oraz ogrody działkowe.